# Wimbledon 1924
De 44e editie van het Britse grandslamtoernooi, Wimbledon 1924, werd gehouden van maandag 23 juni tot en met zaterdag 5 juli 1924. Voor de vrouwen was het de 37e editie van het Britse graskampioenschap. Het toernooi werd gespeeld op de Church Road bij de All England Lawn Tennis and Croquet Club in de wijk Wimbledon van de Britse hoofdstad Londen. 
Het was de eerste editie waarbij er met geplaatste spelers gewerkt werd. Elke tennisbond kon vier spelers aanwijzen, deze spelers werden in verschillende kwarten van het speelschema geplaatst.
Op de enige zondag tijdens het toernooi (Middle Sunday) werd traditioneel niet gespeeld.

## Belangrijkste uitslagen
Mannenenkelspel

Finale: Jean Borotra (Frankrijk) won van René Lacoste (Frankrijk) met 6–1, 3–6, 6–1, 3–6, 6–4 
Vrouwenenkelspel

Finale: Kitty McKane (Verenigd Koninkrijk) won van Helen Wills (Verenigd Koninkrijk) met 4–6, 6–4, 6–4 
Mannendubbelspel

Finale: Francis Hunter (Verenigde Staten) en Vincent Richards (Verenigde Staten) wonnen van Watson Washburn (Verenigde Staten) en Richard Norris Williams (Verenigde Staten) met 6–3, 3–6, 8–10, 8–6, 6–3 
Vrouwendubbelspel

Finale: Hazel Wightman (Verenigde Staten) en Helen Wills (Verenigde Staten) wonnen van Phyllis Covell (Verenigd Koninkrijk) en Kitty McKane (Verenigd Koninkrijk) met 6–4, 6–4 
Gemengd dubbelspel

Finale: Kitty McKane (Verenigd Koninkrijk) en Bryan Gilbert (Verenigd Koninkrijk) wonnen van Dorothy Shepherd-Barron (Verenigd Koninkrijk) en Leslie Godfree (Verenigd Koninkrijk) met 6–3, 3–6, 6–3 
Een juniorentoernooi werd voor het eerst in 1947 gespeeld.
1877 · 1878 · 1879 · 1880 · 1881 · 1882 · 1883 · 1884 · 1885 · 1886 · 1887 · 1888 · 1889 · 1890 · 1891 · 1892 · 1893 · 1894 · 1895 · 1896 · 1897 · 1898 · 1899 · 1900 · 1901 · 1902 · 1903 · 1904 · 1905 · 1906 · 1907 · 1908 · 1909 · 1910 · 1911 · 1912 · 1913 · 1914 · 1915–1918 · 1919 · 1920 · 1921 · 1922 · 1923 · 1924 · 1925 · 1926 · 1927 · 1928 · 1929 · 1930 · 1931 · 1932 · 1933 · 1934 · 1935 · 1936 · 1937 · 1938 · 1939 · 1940–1945 · 1946 · 1947 · 1948 · 1949 · 1950 · 1951 · 1952 · 1953 · 1954 · 1955 · 1956 · 1957 · 1958 · 1959 · 1960 · 1961 · 1962 · 1963 · 1964 · 1965 · 1966 · 1967
↓ open tijdperk ↓
1968 (m-v-md-vd-gd) · 1969 (m-v-md-vd-gd) · 1970 (m-v-md-vd-gd) · 1971 (m-v-md-vd-gd) · 1972 (m-v-md-vd-gd) · 1973 (m-v-md-vd-gd) · 1974 (m-v-md-vd-gd) · 1975 (m-v-md-vd-gd) · 1976 (m-v-md-vd-gd) · 1977 (m-v-md-vd-gd) · 1978 (m-v-md-vd-gd) · 1979 (m-v-md-vd-gd) · 1980 (m-v-md-vd-gd) · 1981 (m-v-md-vd-gd) · 1982 (m-v-md-vd-gd) · 1983 (m-v-md-vd-gd) · 1984 (m-v-md-vd-gd) · 1985 (m-v-md-vd-gd) · 1986 (m-v-md-vd-gd) · 1987 (m-v-md-vd-gd) · 1988 (m-v-md-vd-gd) · 1989 (m-v-md-vd-gd) · 1990 (m-v-md-vd-gd) · 1991 (m-v-md-vd-gd) · 1992 (m-v-md-vd-gd) · 1993 (m-v-md-vd-gd) · 1994 (m-v-md-vd-gd) · 1995 (m-v-md-vd-gd) · 1996 (m-v-md-vd-gd) · 1997 (m-v-md-vd-gd) · 1998 (m-v-md-vd-gd) · 1999 (m-v-md-vd-gd) · 2000 (m-v-md-vd-gd) · 2001 (m-v-md-vd-gd) · 2002 (m-v-md-vd-gd) · 2003 (m-v-md-vd-gd) · 2004 (m-v-md-vd-gd) · 2005 (m-v-md-vd-gd) · 2006 (m-v-md-vd-gd) · 2007 (m-v-md-vd-gd) · 2008 (m-v-md-vd-gd) · 2009 (m-v-md-vd-gd) · 2010 (m-v-md-vd-gd) · 2011 (m-v-md-vd-gd) · 2012 (m-v-md-vd-gd) · 2013 (m-v-md-vd-gd) · 2014 (m-v-md-vd-gd) · 2015 (m-v-md-vd-gd) · 2016 (m-v-md-vd-gd) · 2017 (m-v-md-vd-gd) · 2018 (m-v-md-vd-gd) · 2019 (m-v-md-vd-gd) · 2020 · 2021 (m-v-md-vd-gd) · 2022 (m-v-md-vd-gd) · 2023 (m-v-md-vd-gd) · 2024 (m-v-md-vd-gd)
Lijst van Wimbledonwinnaars · Toernooien per editie